# Vraninți, Smolean
Vraninți (în bulgară Вранинци) este un sat în comuna Madan, regiunea Smolean,  Bulgaria. 

## Demografie
Componența etnică a satului Vraninți
     Nicio identificare (100%)
     Altele (0%)
La recensământul din 2011, populația satului Vraninți era de 9 locuitori. . Pentru 100,0% din locuitori nu este cunoscută apartenența etnică.